# Rita Joe
Rita Joe (* 15. März 1932 in Whycocomagh auf der Kap-Breton-Insel; † 20. März 2007) war eine kanadische Dichterin und Songwriterin vom Volk der Mi'kmaq. Sie versuchte die Wahrnehmung der Mi'kmaq zu verändern und durch ein positives Bild die spätkolonialen Stereotype zu ersetzen. Wie sie selbst es einschränkte: „But all I do is a gentle persuasion“ (Alles was ich tue, ist ein freundliches Überzeugen).
Zu ihren bekanntesten Werken gehört Song of Rita Joe. Autobiography of a Mi'kmaq Poet aus dem Jahr 1996, und We Are the Dreamers. Recent and Early Poetry von 1999, dazu die zusammen mit Lesley Choyce (geb. 1951) verfasste The Mi'kmaq Anthology.

## Leben und Werk

### Herkunft, Verwandtschaft und Jugendzeit

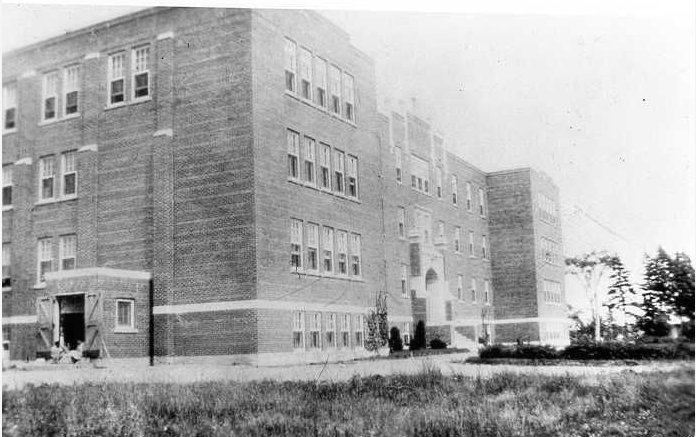
Die Indian Residential School von Shubenacadie, 1930

Ihre Eltern waren Josie (Gould) Bernard und Annie Bernard, geb. Googoo, doch war sie bereits 1942 Waise. Ihr Geburtsname war Rita Googoo. Sie hatte drei Brüder namens Soln, Matt und Roddy. Soln, der älteste, achtete auf die jüngeren Schwestern, die beiden anderen Brüder waren in der Shubenacadie Indian Residential School, und daher fast immer abwesend. Matt wurde in der Gemeinde Moqnja'tu'wi genannt, was etwa Der Zucker auf die Dinge gibt bedeutet. An der Residential School nannte man ihn hingegen Misekn, was Lumpen heißt. Ritas Schwester Annabel lebte seit ihrem dritten Lebensjahr bei den Großeltern im Reservat, ebenso wie Roddy, bevor er zur Schule musste. Wie sich Rita erinnerte, war sie schön, mit langen Haaren, während sie selbst dürr war, und immer entzündete Augen hatte, „das hässliche Entlein in der Familie“.
Ihre Mutter starb bereits, als sie fünf Jahre alt war, ihr Vater, als sie zehn war. Am Morgen, als ihre Mutter im Sterben lag, sollte sie mit ihrem älteren Bruder Soln zur Großmutter (Kijinu) gehen. Annabel nahm sie mit in die Schule, dort hörte sie die Totenglocke der Kirche. Als sie ins Haus kamen, war die Mutter tot, die Großmutter gab Rita die Schuld, ein Vorwurf, den sie nie vergaß. Die Mutter, im neunten Monat schwanger, hatte sich wohl beim Fischfang zu stark unterkühlt. Zunächst wohnte Rita mit ihrem Vater und Soln bei den Großeltern, doch die Spannungen waren zu groß. 
So wuchs sie in verschiedenen Familien außerhalb und innerhalb des Reservats auf, von denen nach dem Zweiten Weltkrieg sieben entstanden waren: Membertou, Eskasoni, Whycocomagh, Barra Head, Nyanza, Afton und Pictou Landing. Zunächst ging sie ins Membertou-Reservat bei Sydney. Von dort brachte sie ihr Vater nach Pictou Landing. Bei einem alten Mann lernte sie indianische Gebete und besuchte erstmals eine Schule. Nachdem sie sich in einem Sumpf verlaufen hatte und beinahe ertrunken wäre, wurde sie mit sieben auch aus dieser Familie genommen, obwohl sie sich dort wohl fühlte. Dann ging es ins Millbrooke-Reservat. Dort wurde sie vom Ehemann der Frau, die sie liebte, missbraucht. Um sich davor zu schützen, kroch sie in einen engen Winkel, in den ihr niemand folgen konnte. Als die Missbräuche an den Tag kamen, wurde sie auch aus dieser Familie genommen, wieder gab ihr die Frau die Schuld, obwohl sie erst sieben Jahre alt war. Als sie viel später hörte, der Täter sei verstorben, sagte sie nur „Ein Glück“ (Good riddance!). Ihrem Mann hat sie den Zusammenhang nie erklären können, und sie träumte bis ins hohe Alter von dieser Zeit. Eine andere Familie in Millbrook nahm sie auf. Sie half der alten Frau in ihrem Garten und erinnerte sich später, dass sie jedem gegenüber unfreundlich war, nur sie wurde gut von ihr behandelt. Ihren Mann, der unter Tuberkulose litt, pflegte sie und versorgte ihn mit Lebensmitteln. Mit der Frau besuchte sie zum ersten Mal St Anne's Day, ein Fest, bei dem die Heilige der Mi'kmaq gefeiert wird. Dazu versammelten sich Hunderte von Indianern, wie etwa 1923, als dort allein 75 Wigwams um die Kirche von Whycocomagh standen.
Am nächsten Tag eilten sie nach Hause, denn sie hatten gehört, der Mann sei gestorben. Wieder wechselte sie die Familie, doch dort musste sie nicht auf der Treppe essen, wie ihr Ziehvater es gesehen hatte. Bei diesem Paar blieb sie endlich längere Zeit, und sie verstand sich sehr gut mit der gleichaltrigen Tochter, mit der sie eine lange Freundschaft verband. 
Mit 9 lebte sie wieder mit Soln, Roddy, Annabel und ihrem Vater zusammen in Whycocomagh. Matt hingegen, der bis zu seinem 16. Lebensjahr in der Residential School war, geriet Rita aus dem Blick. Ihn sah sie erst nach 20 Jahren in Maine wieder. Die älteren Geschwister kümmerten sich so gut sie angesichts der Armut konnten, um Rita, die als mta'ksn (Baby) galt. Bei Soln holte sie sich Rat, der acht Jahre ältere Roddy war völlig unbekümmert, Annabel wurde mit 15 schwanger. Sie durfte aber den Indianer aus Saskatchewan, den sie liebte, nicht heiraten, weil er eine andere Religion hatte – er war kein Katholik. Sie brachte den Jungen im Nachbarhaus zur Welt und für Rita war er wie ein kleiner Bruder. Ihr Vater las ihr aus einem Buch vor, dessen Schrift sie nicht kannte. Ihre Freundinnen schrieben sich Briefe in dieser Schrift, und sie ärgerte sich darüber, dass behauptet wurde, die Mi'kmaq hätten keine Schrift entwickelt.
Um der endlosen Kette von Ersatzfamilien zu entrinnen, bat sie den zuständigen Indianeragenten, ihr einen Platz in einer Residential School zu beschaffen. Mit zwölf ging Rita auf die Shubenacadie Indian Residential School. Dort wehrte sie sich erstmals gegen die Herabwürdigung ihrer Person und der Kultur ihres Volkes. Sie verließ die Schule mit 16.

### Ehe, zehn Kinder
Am 16. Januar 1954 heiratete sie Frank Joe, den sie in Boston kennen gelernt hatte. Sie zogen von dort nach Eskasoni auf Breton Island in der Provinz Neuschottland und lebten in der Eskasoni First Nations Reserve. Die beiden zogen zehn Kinder groß, darunter zwei Adoptivkinder. Frank Joe starb am 14. August 1989 in Calais im Bundesstaat Maine.

### Gedichte
Seit den sechziger Jahren schrieb Rita Joe Gedichte, in deren Mittelpunkt die native experience, die Erfahrung der Indianer im Rahmen der dominierenden kanadischen Kultur stand. Eines ihrer bekanntesten Gedichte wurde The Drumbeat Is the Heartbeat of the Nation. 1990 schrieb sie während der Oka-Krise ihren Oka Song. Ihre ersten Beiträge erschienen in den Micmac News, wo sie regelmäßig an einer Kolumne mit dem Titel Here and there in Eskasoni schrieb. 1978 publizierte sie mit Poems of Rita Joe ihr erstes Buch. Sie reiste zu Schulen und hielt öffentliche Vorträge und Lesungen, 1988 erschien Song of Eskasoni. More Poems of Rita Joe, schließlich 1991 Lnu and Indians We're Called.

### Ehrungen und Auszeichnungen
Bereits 1974 erhielt sie den Honorable Mention Award, dann den Nova Scotia Writers Federation Prize und am 18. April 1990, acht Monate nach dem Tod ihres Mannes, wurde sie einfaches Mitglied des Order of Canada/Ordre du Canada, einer der höchsten zivilen Auszeichnungen Kanadas. 1997 erhielt sie den National Aboriginal Achievement Award im Bereich Künste und Kultur. Außerdem war sie Mitglied des Queen's Privy Council for Canada/Conseil privé de la Reine pour le Canada. 
1993 erhielt sie einen Ehrendoktortitel von der Dalhousie University in Halifax. Sie lehrte ab 1997 an der Cape Breton University, die sie im selben Jahr mit einem weiteren Ehrendoktortitel auszeichnete, ebenso wie 1998 die Mount Saint Vincent University. 
Als sie in ihr Heimatreservat zurückkehrte – sie litt unter Parkinson –, ehrte sie die Eskasoni First Nation auf der Kap-Breton-Insel mit einem nur für sie abgehaltenen Powwow.

## Werke
- Poems of Rita Joe. Abanaki Press, Halifax 1978
- Song of Eskasoni. More Songs of Rita Joe. Nimbus Publ, Halifax 1989
- Lnu and Indians We're Called. Ragweed, Charlottetown 1991
- Kelusultiek: Original Women's Voices of Atlantic Canada. (Wir sprechen), Institute for the Study of Women, Mount Saint Vincent University, Halifax 1995, eine Kompilation von Arbeiten von Mi'kmaq-Frauen.
- Song of Rita Joe: Autobiography of a Mi'kmaq Poet. University of Nebraska Press, 1996
- Rita Joe, Lesley Choyce: The Mi'kmaq Anthology. Nimbus, Halifax 2005 (zuerst 1997)

Die Poems von 1978 und jüngere Gedichte finden sich in:
- We are the Dreamers. Recent and Early Poetry. Breton Books, Wreck Cove, Nova Scotia 1999

## Film
- Brian Guns: Song of Eskasoni. Reflections of Rita Joe, 1993.